# Toffee

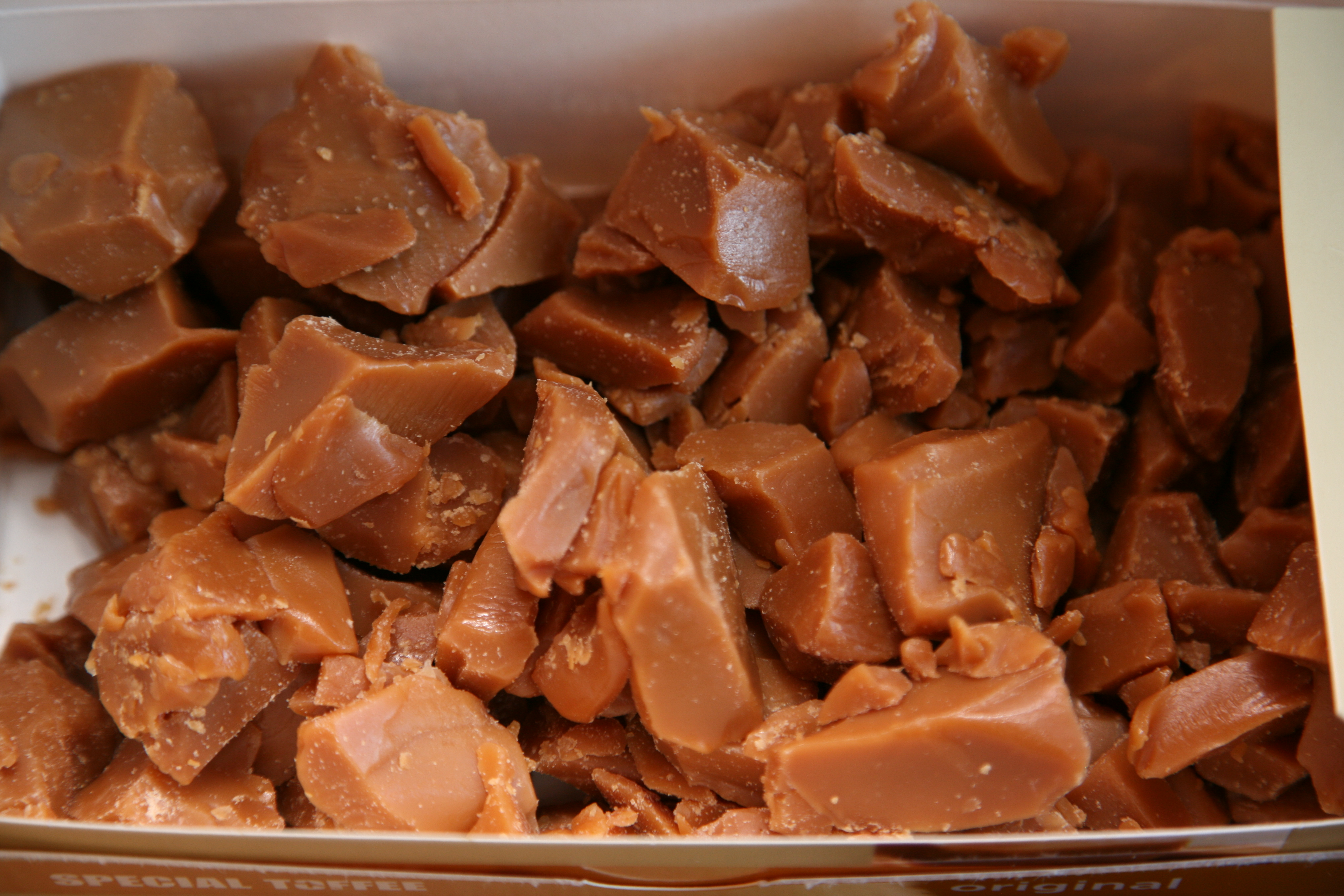
Thorntons special toffee.

Le toffee (prononcé « toffi ») est une confiserie fabriquée en faisant bouillir du sucre ou de la mélasse dans du beurre en présence ou non de farine. Le sucre est chauffé jusqu'à atteindre une température comprise entre 145 °C et 150 °C, ce qui correspond au degré de cuisson du sucre dit « grand cassé ». Parfois, des noix ou des raisins sont incorporés.
En fin de cuisson, la pâte obtenue a un aspect glacé. On peut distinguer l'English toffee, avec beaucoup de beurre et souvent des amandes.
Le toffee se différencie du caramel par l'utilisation de beurre.